# Píllaro (canton)
Píllaro est un canton d'Équateur situé dans la province de Tungurahua.